# Nikolai Mihailovici Prjevalski
Nikolai Mihailovici Prjevalski (în limba rusă Никола́й Миха́йлович Пржева́льский, în limba poloneză Przewalski; n. 31 martie/12 aprilie 1839, Kimborovo⁠(d), Pochinkovsky District⁠(d), Regiunea Smolensk, Rusia – d. 20 octombrie/1 noiembrie 1888, Karakol, Turkestanski krai⁠(d), Imperiul Rus) a fost un inginer topograf, geograf și explorator de origine poloneză, care a făcut explorări în Asia centrală și Asia de est. Cu toate că el nu și-a atins niciodată scopul său final, Lhasa în Tibet, el a călătorit și a descris regiuni necunoscute occidentalilor cum ar fi Qinghai și Zungaria din China.
El a contribuit semnificativ la prezentarea Asiei Centrale europenilor și a descris singura specie de cai sălbatici, care îi și poartă numele, Calul lui Prjevalski.

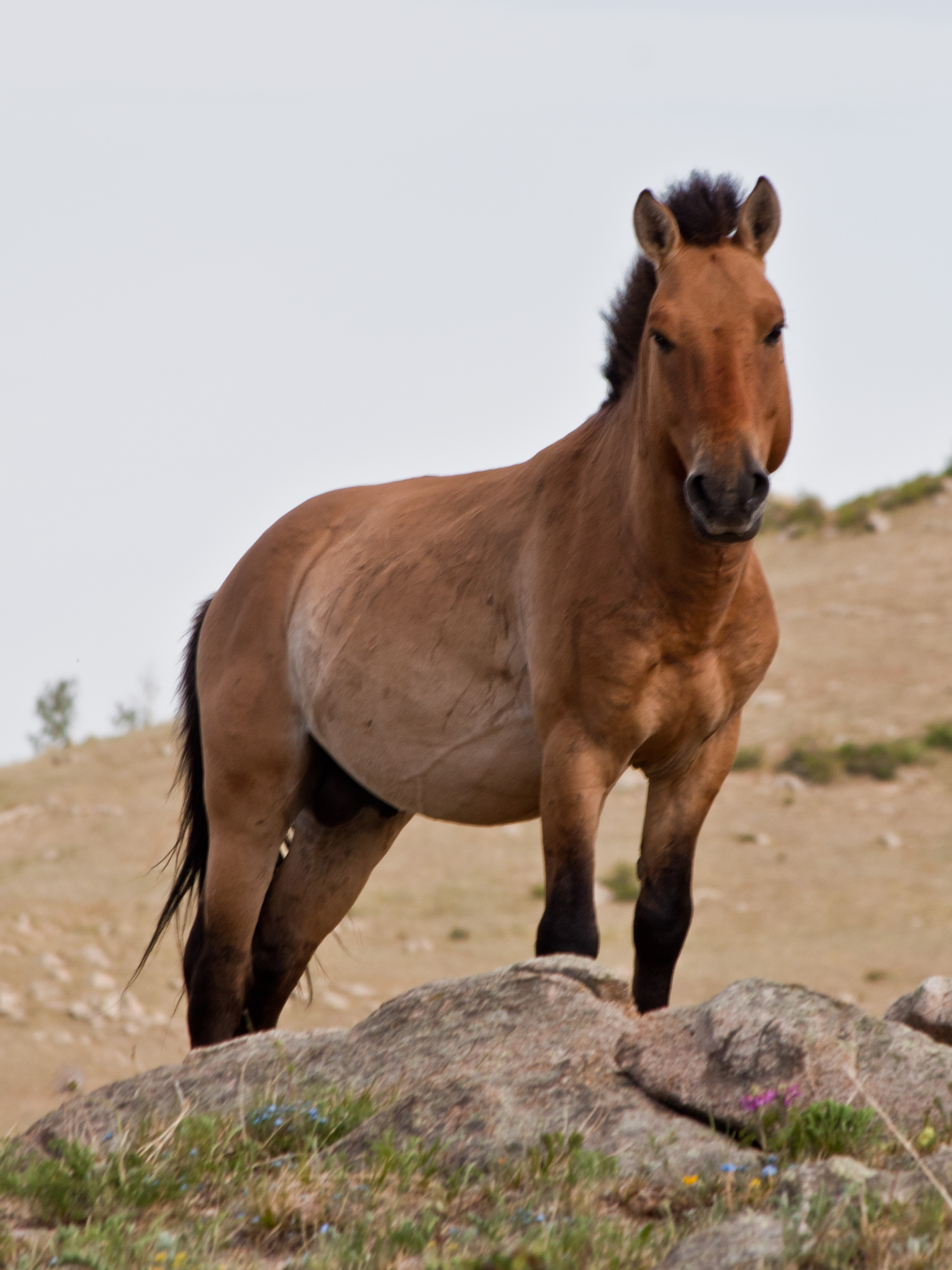
Calul lui Prjevalski

În anul 1867 Prjevalski a înaintat o cerere Societății de Geografie din Rusia, în care a cerut să fie trimis în Irkutsk:partea de est a Siberiei, cu intenția de a explora bazinul râului Ussuri, afluent al râului Amur.
Această expediție, care a durat doi ani a fost prima sa expediție importantă. Prjevalski și-a publicat jurnalul său de călătorii cu titlul de  Călătorii în Regiunea Ussuri (1867-1869).
În următorii ani a mai efectuat patru călătorii în Asia Centrală
- între anii 1870-1873 a călătorit pornind din regiunea Kiakhta din sudul Siberiei, a traversat deșertul Gobi , a mers până la Peking (acum Beijing), apoi a explorat cursul superior al râului Yangtze (Chang Jiang), și în 1872 a ajuns în Tibet.  Prjevalski în această călătorie a explorat peste 18 000 km2, a colectat și a adus din expediție peste 5000 plante, 1000 păsări și 3000 specii de insecte, 70 reptile și blana de la 130 de specii de mamifere diferite.[7]

- între anii 1876-1877 a călătorit în Turkistanul de Est, prin  Tian-Șan, vizitând ce credea el a fi lacul Lop Nor, care nu a fost vizitat (documentat) de niciun european de la Marco Polo.[8] Expediția a constat din 10 persoane, 24 de cămile, patru cai, trei tone de bagaje și un buget de 25000 ruble. Expediția a eșuat de boli și de slaba calitate a cămilelor. În 1877 caravana a fost reînnoită cu cămile mai bune și cai, 72 000 cartușe și mari cantități de coniac, ceai și delicatese turcești, care a pornit spre Lhasa, dar nu și-a atins ținta.
- între anii 1879-1880 Prjevalski a făcut o expediție prin orașul Hami (China) prin bazinul Qaidam la lacul Koko Nur (Qinghai) în Tibet ajungând la distanța de 260 km de Lhasa înainte de a fi întors de oficialitățile tibetiene.
- între anii 1883-1885 a călătorit din regiunea Kiakhta din sudul Siberiei la Alashan până la munții Tian-Șan, întorcându-se spre Yangtze. Apoi a luat-o spre lacul Koko Nur (Qinghai) și spre vest la Kotan și lacul Issyk Kul din Kîrgîzstanul de astăzi.

Rezultatele acestor călătorii extinse a deschis o nouă eră pentru studiul geografiei din Asia Centrală, precum și pentru studiul faunei și florei din această regiune, care a fost relativ necunoscută de contemporanii  occidentali al lui Prjevalski. Printre altele, el a relatat despre populația sălbatică de cămile bactriene, precum și de caii Przevalski, gazelele Przevalski denumite după el în mai multe limbi europene. Scrierile lui Przevalski includ cinci cărți mari scrise în limba rusă și două traduceri în limba engleză: Mongolia, Țara Tangut (1875) și De la Kulja(Yining), peste Shan-Tian la Lob-Nor (1879).
Przhevalsky a murit de tifos, nu cu mult timp înainte de începerea celei de a cincia sa călătorie, la Karakol pe malul lacului de lacul Issyk Kul din Kîrgîzstanul de astăzi.

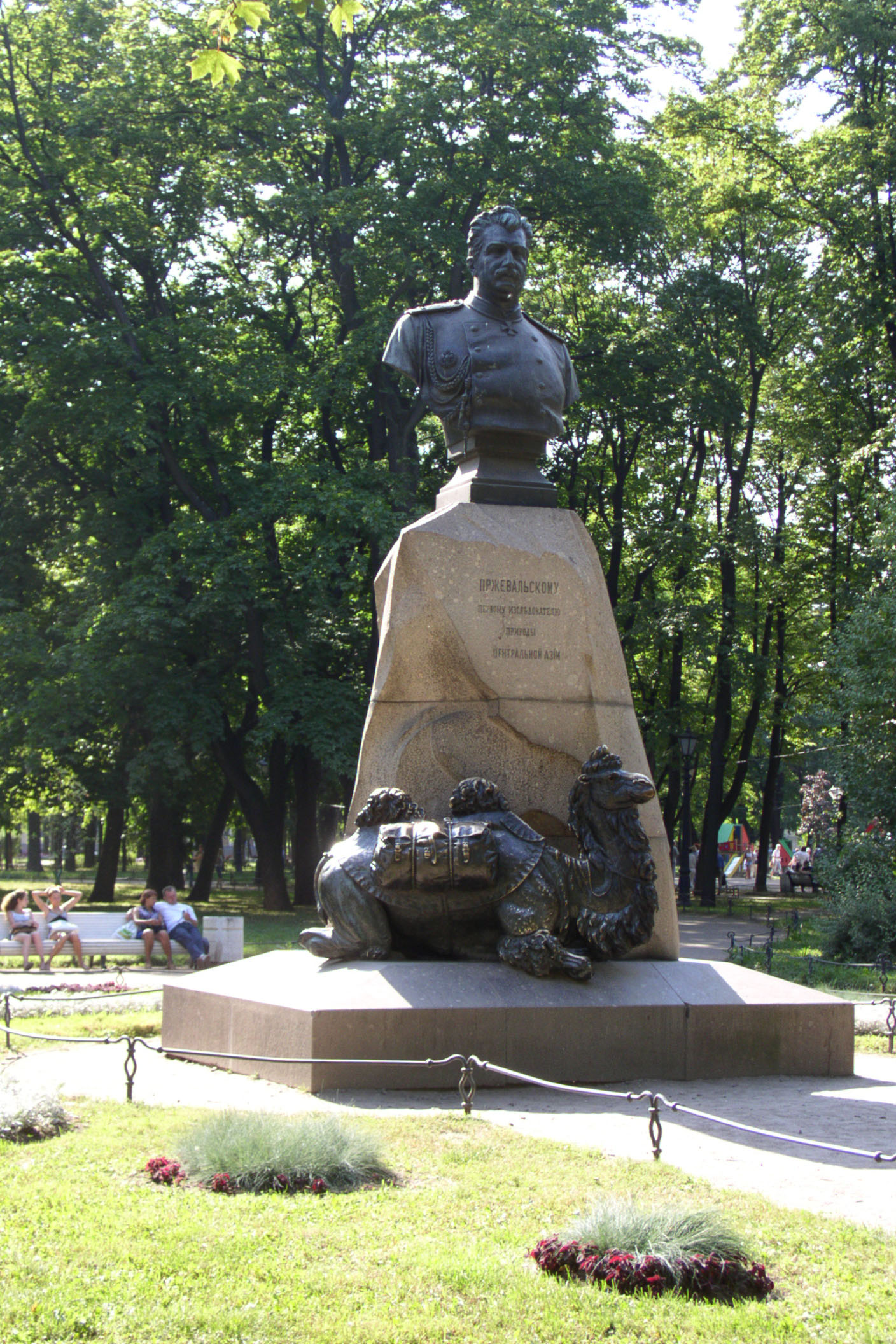
Monumentul lui Nikolai Prjevalski din Grădina Alexandrovski din Sankt Petersburg.